# Air Creebec
Pour les articles homonymes, voir CRQ.
Nous visons plus haut
Air Creebec (code AITA : YN ; code OACI : CRQ) est une société aérienne du Canada. Créée en juin 1982 elle est totalement la propriété des Cris du Québec.
Air Creebec est une compagnie aérienne régionale établie à Waskaganish, Québec. Elle effectue des vols et propose des services de charter et de fret programmés régulièrement vers 16 destinations au Québec et en Ontario. Les bases principales sont situées aux aéroports de Val-d’Or, Montréal et Timmins, avec des centres à Val-d’Or, et Moosonee.

## Compagnie

Ancien logo

Air Creebec est un transporteur aérien régional (en) basé à Val-d'Or, Québec, Canada. La compagnie offre des vols réguliers et charter vers 16 destinations au Québec et en Ontario. Sa base principale est l'aéroport de Val-d'Or, avec des correspondances secondaires à l'aéroport Timmins/Victor M. Power.
En 2018, Air Creebec avait un effectif total de plus de 350 employés[réf. nécessaire]. La flotte, initialement composée de Hawker HS748 et de DHC-6 Twin Otter, est majoritairement composée de Dash-8.

### Histoire
La compagnie a été fondée par Billy Diamond, qui a aussi été président,. Établie en juillet 1982, la compagnie aérienne a effectué son premier vol quelques semaines plus tard, le 5 juillet 1982. Le premier vol reliait Val-d'Or vers Whapmagoostui (à l'époque Rivière Grande Baleine) avec des escales à Matagami, Waskaganish (à l'époque Rupert House), Eastmain, Wemindji and Chisasibi (à l'époque Fort George).   
À l’époque, les Cris possédaient 51 % de la compagnie et Austin Airways possédait les 49 % restants. En 1988, les Cris ont acheté les actifs restants de la compagnie aérienne dans le cadre de la plus grande entente commerciale réalisée par tout groupe autochtone avant cette date – intégrant Air Creebec exclusivement sous la possession crie. C’est aussi la seule et unique compagnie aérienne possédée à 100% par les nations crie.  
Après 40 ans d'existence, en 2022, Air Creebec comptait plus de 350 personnes, dont un tiers sont membres des Premières Nations, 16 avions de passagers et deux avions cargo. L'entreprise déplace en moyenne 100 000 personnes par année. 

## Destinations

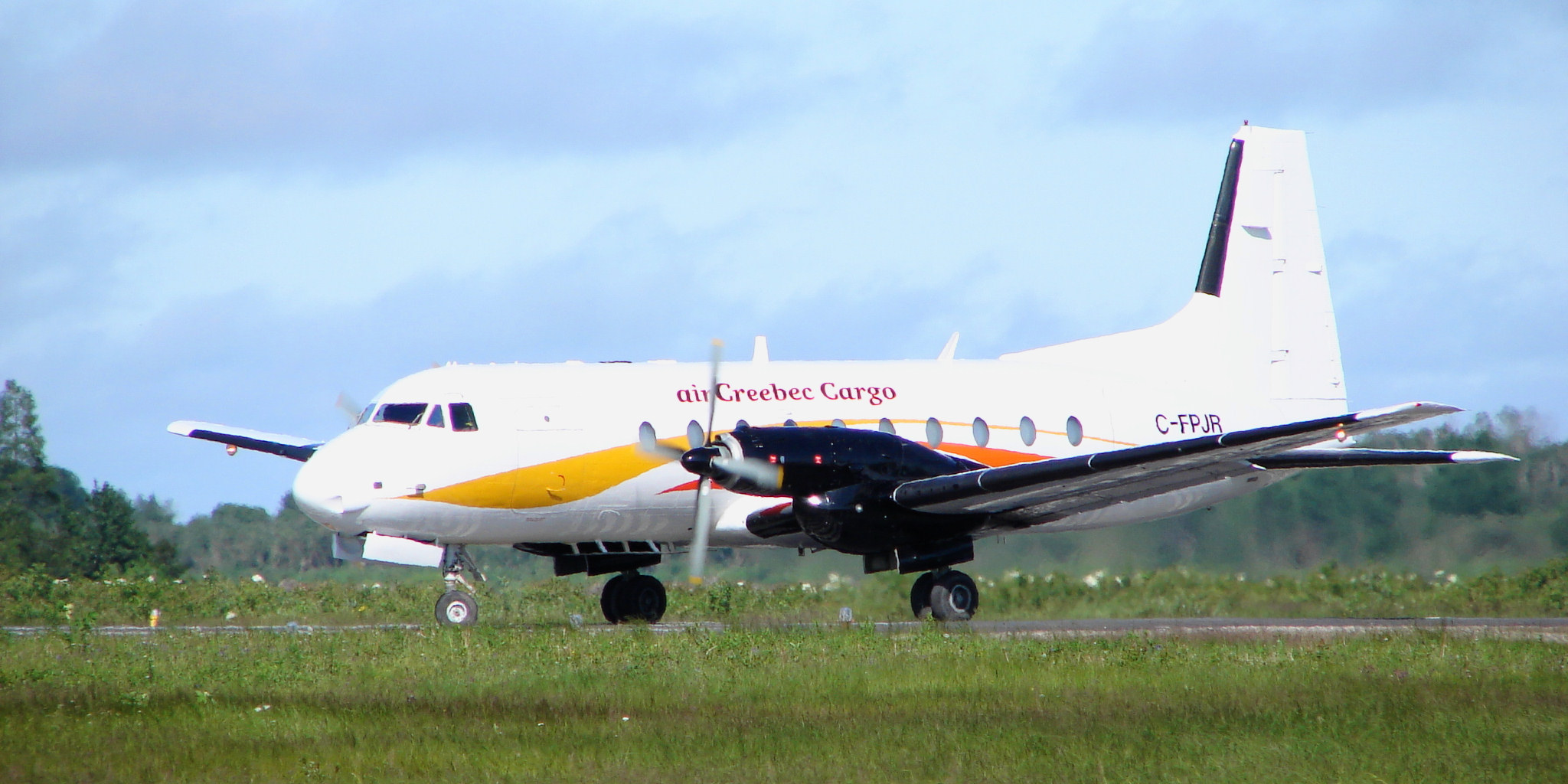
Air Creebec HS 748 à Moosonee

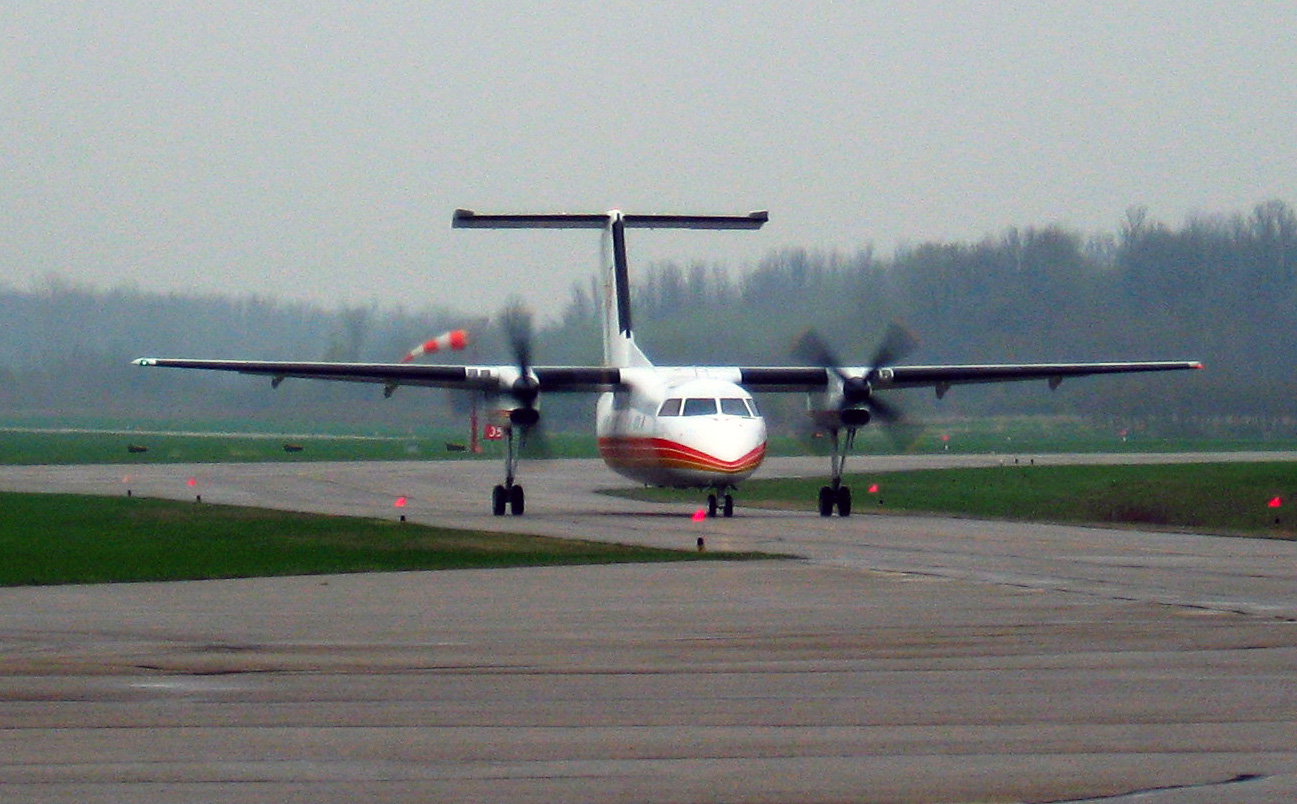
Air Creebec Dash-8-102 C-FCSK

Air Creebec se rend aux endroits suivants sur une base régulière:
- Québec
  - Chibougamau (Aéroport de Chibougamau-Chapais)
  - Chisasibi
  - Eastmain
  - Montréal (Aéroport international Pierre-Elliott-Trudeau de Montréal)
  - Nemaska
  - Val-d'Or (Aéroport de Val-d'Or)
  - Waskaganish (Aéroport de Waskaganish)
  - Wemindji
  - Whapmagoostui (Aéroport de Kuujjuarapik)
- Ontario
  - Attawapiskat (Aéroport d'Attawapiskat)
  - Fort Albany (Aéroport de Fort Albany)
  - Kashechewan (Aéroport de Kashechewan)
  - Moosonee (Aéroport de Moosonee)
  - Peawanuck (Aéroport de Peawanuck)
  - Timmins (Aéroport Timmins/Victor M. Power)

## Flotte
Au 16 avril 2025, Air Creebec avait les 23 aéronefs suivants au registre de Transport Canada: